# Manuel Curado
Manuel Curado (1967) è un saggista e filosofo portoghese.

## Biografia
Si dedica all'Etica biomedica, alla Filosofia della mente e alla Storia delle idee. Nei suoi studi ha trattato i seguenti argomenti: Storia intellettuale della lingua universale e della traduzione automatica; il problema della coscienza umana e della sua relazione con l'intelletto; i rapporti tra scienza e religione; e la storia intellettuale europea e portoghese. Inoltre è editore di opere di autori del passato, tra i quali il matematico José Maria Dantas Pereira e il logico Edmundo Curvelo e testi di Storia della psichiatria; Storia dell'eredità giudea portoghese nella medicina e nella filosofia (tra questi si ricordano Isaac Samuda e Jacob de Castro Sarmeto) e Storia delle rappresentazioni letterarie della vita mentale.
È professore all'Università del Minho (Braga-Portogallo) e auditore dell'Istituto della Difesa Nazionale. Si è dottorato con lode presso l'Università di Salamanca e ha ottenuto il grado di mestre presso l'Università Nuova di Lisbona. Ha studiato all'Università Cattolica Portoghese di Lisbona. È titolare del corso di Alta Direzione per l'Amministrazione Pubblica (CADAP Archiviato il 3 marzo 2016 in Internet Archive.), professore ospite al MGIMO e MGLU di Mosca e all'Università degli Studi di Padova.

## Pensiero filosofico
Nella sua tesi di dottorato, Manuel Curado risolve il difficile problema della coscienza. L'autore traduce il dilemma in questo modo: per quale ragione esiste la coscienza nel mondo fisico quando è possibile pensare alla sua non esistenza? 
La risposta che il filosofo presenta è la risoluzione che passa per la dissoluzione del problema stesso. Cioè si contorna il problema della coscienza naturale con la coscienza scientifica in modo da produrre artificialmente una coscienza. 
Secondo l'autore, il problema si risolve non perché si abbiano risposte chiare su ciò che è la coscienza, il suo ruolo nel mondo fisico, quale sia il suo potere causale e quale la sua relazione con l'intelletto, bensì grazie alla capacità scientifica di produrre artificialmente coscienza, la cui funzione non si distingue dalla coscienza naturale. Il filosofo prevede che in un tempo futuro non sarà più possibile la distinzione tra coscienza naturale e coscienza prodotta artificialmente. Questa impossibilità di distinguere è interpretata come una condizione epistemica normale che occorre in molte altre situazioni.
Il pensiero filosofico più originale di Curado è situato nell'ambito delle relazioni tra credenti e l'oggetto della fede o della credenza religiosa. Tale argomento si sviluppa in due modi: il primo prevede una relazione tra credente e Dio basata sulla supposizione che Dio esista, ma tale supposizione non implica necessariamente l'amore verso Dio o il rispetto verso Dio. La relazione tra Dio e gli esseri umani è concepita sotto forme molto originali. 
Manuel Curado vede Dio un oggetto del mondo, accanto dei predatori contro i quali ha lottato l'essere umano durante il suo passato evolutivo e al lato di oggetti fisici della natura e pre-naturali (rappresentati in modo letterario, religioso, filosofico e testimoniale a partire dall'origine della civiltà). La tesi del filosofo è quella che tutti gli esseri umani sono avversari di Dio e di tutti gli altri esseri umani che vivono nel mondo fisico, pre-naturale e sovrannaturale. Il punto più importante della sua argomentazione risiede nella nozione di interesse. 
I suoi saggi formulano molte volte la domanda Qual è il vero interesse degli esseri umani?: Comprendere il mondo?; Essere amati?; Sopravvivere in un mondo ostile?; Inventare se stessi al fine di dominare gli altri esseri umani?
Il secondo modo di pensare la relazione degli esseri umani con gli oggetti esistenti al mondo è l'attività scientifica. Manuel Curado afferma che l'interpretazione che abitualmente si dà dell'attività scientifica moderna è molto povera. L'autore afferma che comprendere il mondo è una descrizione molto povera dell'attività scientifica. È evidente che gli scienziati descrivano il mondo, ma lo inventano anche attraverso la creazione di nuovi oggetti. Curado propone una contabilità filosofica tra il mondo naturale e il mondo artificiale. Dal suo punto di vista il mondo naturale si sta facendo sempre più piccolo, quindi, per il filosofo, l'interesse della scienza è la creazione di mondi artificiali; difatti vede questa tendenza crescente e un futuro in cui avverrà la realizzazione di tale progetto. La conclusione che ne trae è che l'interesse ultimo degli esseri umani è inimicarsi Dio e non solo comprendere in maniera neutrale la Sua opera. 
Queste idee molto interessanti sono state pubblicate nel saggio O futuro de Deus (Il futuro di Dio), tratto dall'opera Porque Deus se temos a Ciência (Perché Dio se abbiamo la scienza?).

## Pubblicazioni
Autore di vari libri come O Mito da Tradução Automática – Il mito della traduzione automatica – (Braga, Universidade do Minho/CEHUM, 2000), Luz Misteriosa: A Consciência no Mundo Físico Archiviato il 18 maggio 2015 in Internet Archive. – Luce misteriosa; la coscienza nel mondo fisico – (Famalicão, Quasi, 2007), Direito Biomédico: A Legislação Portuguesa – Diritto biomedico: la legislazione portoghese – (Lisboa, Quid Juris, 2008), e Porquê Deus Se Temos a Ciência? Archiviato il 17 marzo 2017 in Internet Archive. – Perché Dio se abbiamo la scienza? –(Porto, Fronteira do Caos, 2009). 
Editore dei volumi: Consciência e Cognição – Coscienza e cognizione – (Braga, Faculdade de Filosofia/UCP, 2004), Mente, Self e Consciência – Mente, self e coscienza – (Braga, Faculdade de Filosofia/UCP, 2007), Cartas Italianas de Verney Archiviato il 18 maggio 2015 in Internet Archive. – Lettere italiane di Verney – (Lisboa, Sílabo, 2008), Pessoas Transparentes: Questões Actuais de Bioética – Persone trasparenti: questioni attuali di bioetica – (Coimbra, Almedina, 2008), Deus na Universidade: O que Pensam os Universitários Portugueses sobre Deus? Archiviato il 17 marzo 2017 in Internet Archive. – Dio nell'Università: cosa pensano gli universitari portoghesi di Dio? – (Porto, Fronteira do Caos, 2011), inoltre há editato "Obras Completas de Edmundo Curvelo" – Opere complete di Edmundo Curvelo – (Lisboa: Fundação Calouste Gulbenkian, 2013).